# Anna Patrick
Anna Patrick (* um 1910; † 20. oder 21. Jahrhundert, geborene Anna Kier) war eine kanadische Badmintonspielerin.

## Karriere
Anna Kier gewann 1932 ihre ersten beiden Titel in Kanada. Sie siegte dabei im Mixed mit Noel B. Radford und im Dameneinzel. 1934 war sie erneut in diesen beiden Disziplinen erfolgreich. 1936 gewann sie einmal mehr im Mixedkonkurrenz ebenso wie 1937. Im letztgenannten Jahr erkämpfte sie sich ihren einzigen Damendoppeltitel zusätzlich zu den Siegen im gemischten Doppel und im Einzel.

## Sportliche Erfolge
| Saison | Veranstaltung                 | Disziplin   | Platz | Name                         |
| ------ | ----------------------------- | ----------- | ----- | ---------------------------- |
| 1932   | Kanada: Einzelmeisterschaften | Mixed       | 1     | Noel B. Radford / Anna Kier  |
| 1932   | Kanada: Einzelmeisterschaften | Dameneinzel | 1     | Anna Kier                    |
| 1934   | Kanada: Einzelmeisterschaften | Mixed       | 1     | Dick E. Birch / Anna Patrick |
| 1934   | Kanada: Einzelmeisterschaften | Dameneinzel | 1     | Anna Patrick                 |
| 1936   | Kanada: Einzelmeisterschaften | Mixed       | 1     | Dick E. Birch / Anna Patrick |
| 1937   | Kanada: Einzelmeisterschaften | Mixed       | 1     | Dick E. Birch / Anna Patrick |
| 1937   | Kanada: Einzelmeisterschaften | Damendoppel | 1     | Anna Patrick / Vess O’Shea   |
| 1937   | Kanada: Einzelmeisterschaften | Dameneinzel | 1     | Anna Patrick                 |